# Leporinus marcgravii
Leporinus marcgravii är en fiskart som beskrevs av Lütken, 1875. Leporinus marcgravii ingår i släktet Leporinus och familjen Anostomidae. Inga underarter finns listade i Catalogue of Life.